# زنان در روشنگری

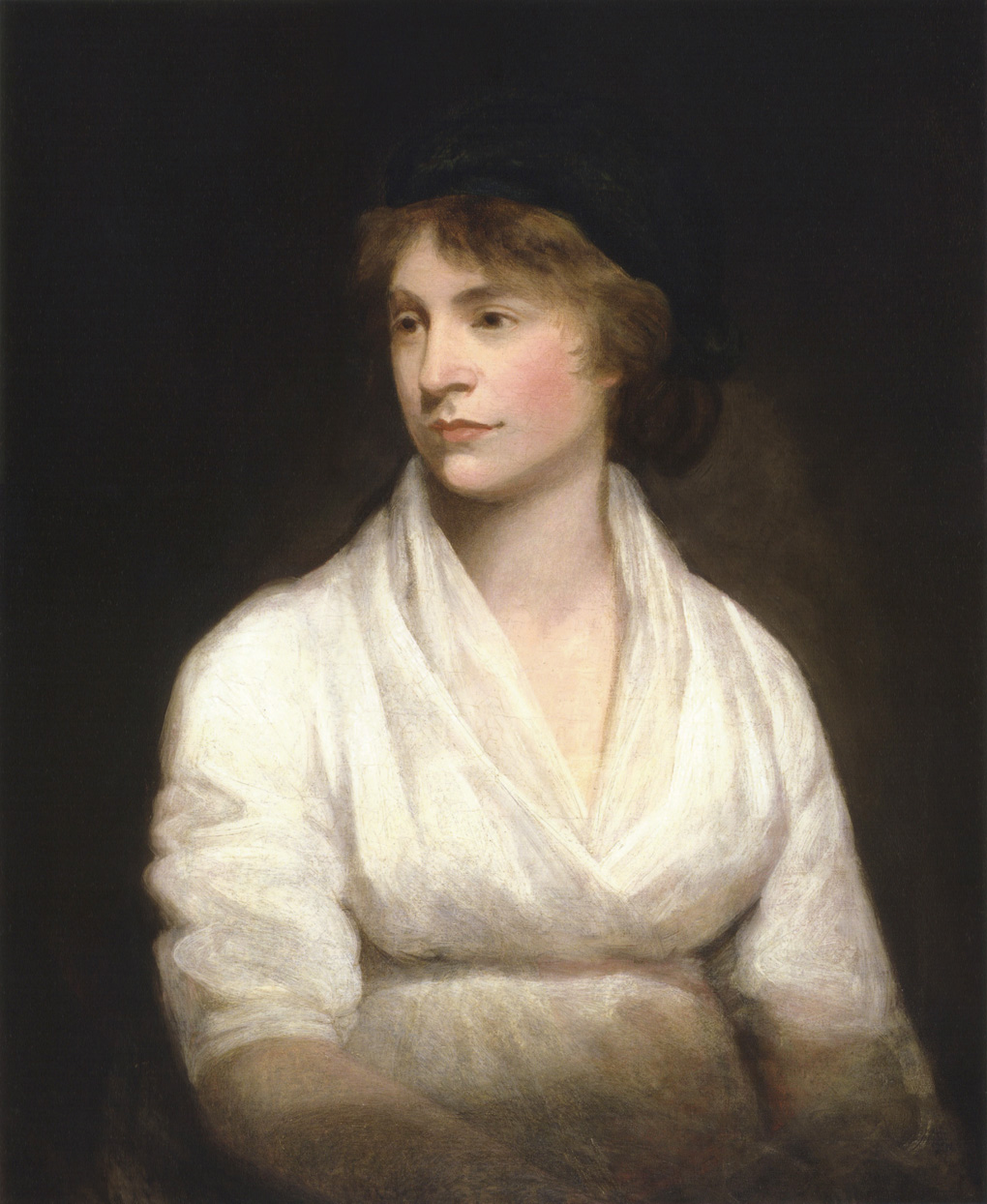
نویسنده مری ولستون‌کرافت

نقش زنان در عصر روشنگری مورد بحث است. تصدیق می‌شود که زنان در این دوران از نظر مردان برابر نیستند و بیشتر کار و تلاش آنها سرکوب شد. حتی در این صورت، سالن‌ها، قهوه‌خانه‌ها، جوامع مناظره، مسابقات آکادمیک و چاپ همگی راهی برای معاشرت، یادگیری و بحث دربارهٔ ایده‌های روشنگری برای زنان شدند. برای بسیاری از زنان، این راه‌ها نقش خود را در جامعه تقویت کرده و سنگ قدم‌هایی برای پیشرفت در آینده ایجاد کردند.
روشنگری برای پیشبرد آرمان‌های آزادی، پیشرفت و تحمل به وجود آمد. برای آن دسته از زنانی که قادر به گفتگو و پیشبرد آرمان‌های جدید بودند، گفتمان پیرامون دین، برابری سیاسی و اجتماعی و جنسیت به عنوان موضوعات برجسته در سالن‌ها، جوامع بحث و گفتگو و چاپ درآمد. در حالی که زنان در انگلیس و فرانسه مسلماً آزادی بیشتری نسبت به همتایان خود در سایر کشورها به دست آوردند، نقش زنان در روشنگری معمولاً به خانواده‌های طبقه متوسط و همچنین طبقه بالا اختصاص داشت، پس از آن مجاز به دسترسی به پول برای عضویت در جوامع بودند و آموزش شرکت در بحث. بنابراین، زنان در عصر روشنگری فقط نمایانگر طبقه کمی از جامعه بودند و نه کل جنسیت زن.

## افراد و نشریات قابل توجه
نقش زنان در جامعه در دوران روشنگری به موضوع بحث تبدیل شد. فلاسفه و اندیشمندان تأثیرگذاری مانند جان لاک، دیوید هیوم، آدام اسمیت، مارکی دو کندورسه و ژان-ژاک روسو در مورد مساوات جنسیتی بحث کردند قبل از روشنگری، زنان در جامعه غربی از نظر موقعیت برابر مردان نبودند. به عنوان مثال، روسو معتقد بود که زنان تابع مردان هستند و زنان باید از مردان اطاعت کنند. لاک با به چالش کشیدن نابرابری مردمی، عقیده داشت که این مفهوم که مردان از زنان برتر هستند، توسط مرد به‌وجود آمده‌است. کاندورست همچنین با حمایت از برابری سیاسی زنان، نابرابری جنسیتی موجود را به چالش کشید. نویسندگان از ملکه الیزابت، ملکه کاترین از روسیه و ملکه ماریا ترزا از اتریش به عنوان زنان قدرتمندی که توانایی تعقل داشتند نام بردند. در سال‌های اخیر رابطه دین و روشنگری، به عنوان مثال در روشنگری کاتولیک، در آثار و زندگی زنان نویسنده مورد توجه مورخان قرار گرفته‌است.